# Irene (模特)
Irene Kim（1987年11月6日—），藝名：Irene（韓語：아이린），韓國知名超級名模。知名潮模、部落客、街拍人物，因特殊又時尚的妝髮衣著而大受歡迎。2015年起，擔任Chanel品牌代言人。除了擔任模特兒外，Irene 亦創立品牌 IRENEISGOOD LABEL。

## 經歷

### 早年生活
Irene 生於美國西雅圖，在中學時隨父母遷回韓國。完成中學課程後，Irene 在美國排名前二的時尚學校紐約FIT流行設計學院就讀服裝設計。

### 出道
- 2012年：Steve J & Yoni P模特兒

### 職業
第一次時裝秀是 2012 年為Jardin de Chouette和SJYP舉辦的。Irene 為J Koo、KYE、Youser、Supercomma B和S=YZ走秀。 她曾與Mulberry、Ferragamo、MATCHESFASHION、MaxMara、Calvin Klein、Charles & Keith和 Chanel 等設計師合作。2015 年，她與Kendall Jenner一起被任命為Estée Lauder的全球美容貢獻者。她是 Chanel的品牌大使。
她出現在Cosmopolitan Korea、Marie Claire Taiwan、W Korea、Harper's Bazaar Korea、Elle Thailand和Grazia Magazine China的雜誌封面上。

### 創立品牌
2018年，Irene 創立品牌IRENEISGOOD LABEL，在韓國首爾及上海經營。翌年又與JOSHUAS 合作，在台灣設快閃店。

## 演出作品

### 綜藝節目
- 2014年：CJ E&M《K-Style》
- 2014年：FashionN《Follow Me》第三季
- 2015年：SBS《Running Man》
- 2015年：Channel M 《Live韓尚現場》
- 2016年：tvN《都市蜜遊 – 首爾篇》
- 2016年：tvN《都市蜜遊 – 曼谷篇》
- 2016年：On Style 《Lipstick Prince》
- 2017年：YouTube 《Irene X Amber New York Story》
- 2018年：myTV SUPER、CJ E&M HK及tvN Originals 《走出韓妝教室》香港篇[2]
- 2018年：Netflix《Somebody Feed Phil》
- 2019年：On Style《Get It Beauty》、JTBC《認識的哥哥》、KBS《歡樂在一起》
- 2019年：MBC《玩什麼好呢》
- 2020年：KBS《社長的耳朵是驢耳朵》
- 2021年7月10日：MBC《全知干預視角》 EP.161
- 2021年9月11日：JTBC《認識的哥哥》 EP.297 與李賢怡（朝鲜语：이현이）、鄭赫
- 2022年1月16、23日：SBS《Running Man》 EP.588 與李賢怡（朝鲜语：이현이）、朱宇宰、宋海娜（朝鲜语：송해나）

### MV
- 2012年：JooYoung《From me To you》
- 2015年：Babylon《Pray》
- 2015年：Amber《Shake That Brass》

## 代言
- 2015年：Chanel 代言人
- 2015年：NIX 代言人
- 2015年：EGOIST 代言人
- 2016年：雅詩蘭黛國際形象代言人
- 2016年：Jimmy Choo 2016早春「Style makers」代言人
- 2016年：SWIB 代言人
- 2016年：2ndFloor 代言人

## 獲獎
- 2016年：獲亞洲模特頒獎典禮主辦的最佳模特獎
- 2016年：獲OK!精彩主辦的年度全球摯愛IT GIRL

## 外部連結
- Irene的Facebook專頁
- Irene的Instagram帳戶
- Irene的X（前Twitter）